# Archytas smaragdinus
Archytas smaragdinus là một loài ruồi trong họ Tachinidae.